# Église Saint-Étienne de Puxe
L'église Saint-Étienne de Puxe est une église catholique située à Puxe dans le département de Meurthe-et-Moselle en région Grand Est.

## Histoire
Saint-Étienne est essentiellement une église romane à tour de chœur. Les sous-sols de la tour du chœur datent du XIIe siècle. La tour a ensuite été surélevée et ses étages supérieurs ont été transformés en tour fortifiée. La nef date du XVe siècle. Il a été modifié au XVIIIe siècle, ce qui a permis de conserver le portail gothique sud.